# 伊號第三百六十七潛艦

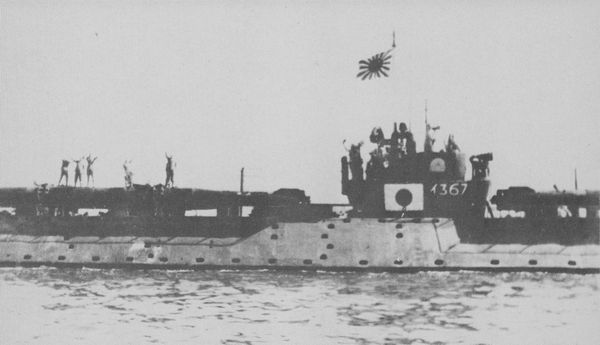
伊号第三六七潜水艦

伊号第三六七潜水艦（いごうだいさんびゃくろくじゅうななせんすいかん）是大日本帝国海军的一艘潜水艇。伊三六一型潜水艦的7号艦。参加回天攻撃隊，战後海没処分。

## 艦歷
- 1942年 “改マル5计划”第5467号艦
- 1943年10月22日 三菱重工業神户造船所开工
- 1944年4月28日 下水
  - 8月15日 竣工，船籍编入佐世保鎮守府
  - 10月15日 编入第7潜水战隊
  - 10月31日 自横須賀出发前往南鳥島执行輸送任務
  - 12月4日 自横須賀出发前往威克岛执行輸送任務
- 1945年1月1日 返回横須賀开始回天的搭載工作
  - 5月5日 作为振武隊的一员出击大津島
  - 5月27日 发射2（可能是3）具回天
  - 7月19日 作为多聞隊的一员出击前往吴港
  - 8月16日 返回吴港
  - 11月30日 除籍
- 1946年4月1日 五島附近海域作海没処分

## 歴代艦長
1. 篠原茂夫少校（1944年8月15日-）
2. 武富邦夫少校（1944年11月15日-）
3. 今西三郎大尉（1945年6月14日-）